# 入江ケースケ
入江 ケースケ（いりえ ケースケ、1987年11月12日 - ）は、日本の俳優、音楽家。ロックバンドElectric Dragon Japanのメンバー。殺陣劇団剣劇会のプロデューサー。京都府出身、身長181cm、体重70kg。特技はギター、ベース、殺陣。 

## 主な出演

### 映画
- 夢を追いかけろ! - 松井大樹 役（主演）
  - 宇宙へ（2016年）
  - 奇跡へ（2018年）
  - 最終章・明日へ（2022年）
- KYOTO BLACK - ケースケ 役
  - 白い悪魔（2019年）
  - 紅い女（2019年）

- CHAIN/チェイン（2021年） - 加納道之助 役
- 京都カマロ探偵/失踪の男を探せ!（2022年、吉田由一監督） - ケー 役
- 倉敷物語はちまん（2022年） - 福田五平 役
- SAVAGE 獲るのは誰だ？（2024年、吉田由一監督） - 剣之介 役／黒鯉 役

### テレビドラマ
- 無用庵隠居修行8（BS朝日）（2024年9月23日） - 盗賊C 役

### Web CM
- Panasonic LUMIX CINEMA 「時代の挾間」（2022年） - 狭間与一 役（主演）

### 音楽フェス
- GOING KOBE‘08（2008年5月3日、神戸ポートアイランド、KSGUステージ）
- 琳派ROCK Part3（2018年10月12日、平安神宮）
- 京都隨心院小野小町フェス（2018年11月17日、随心院）
- MUSIC CIRCUS’22（2022年8月27日、泉南LONG PARK、OASISステージ）
- MUSIC CIRCUS’23（2023年8月13日、泉南LONG PARK、OASISステージ）